# Aérospatiale SA 321 Super Frelon

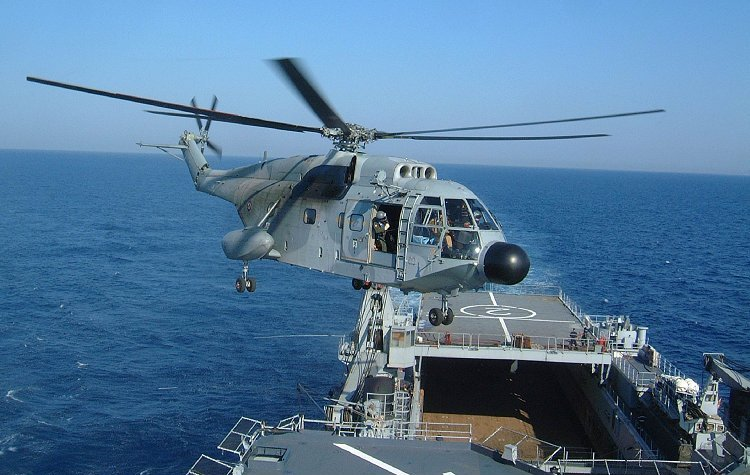
Super Frelon del 32º stormo in atterraggio sulla Ouragan.

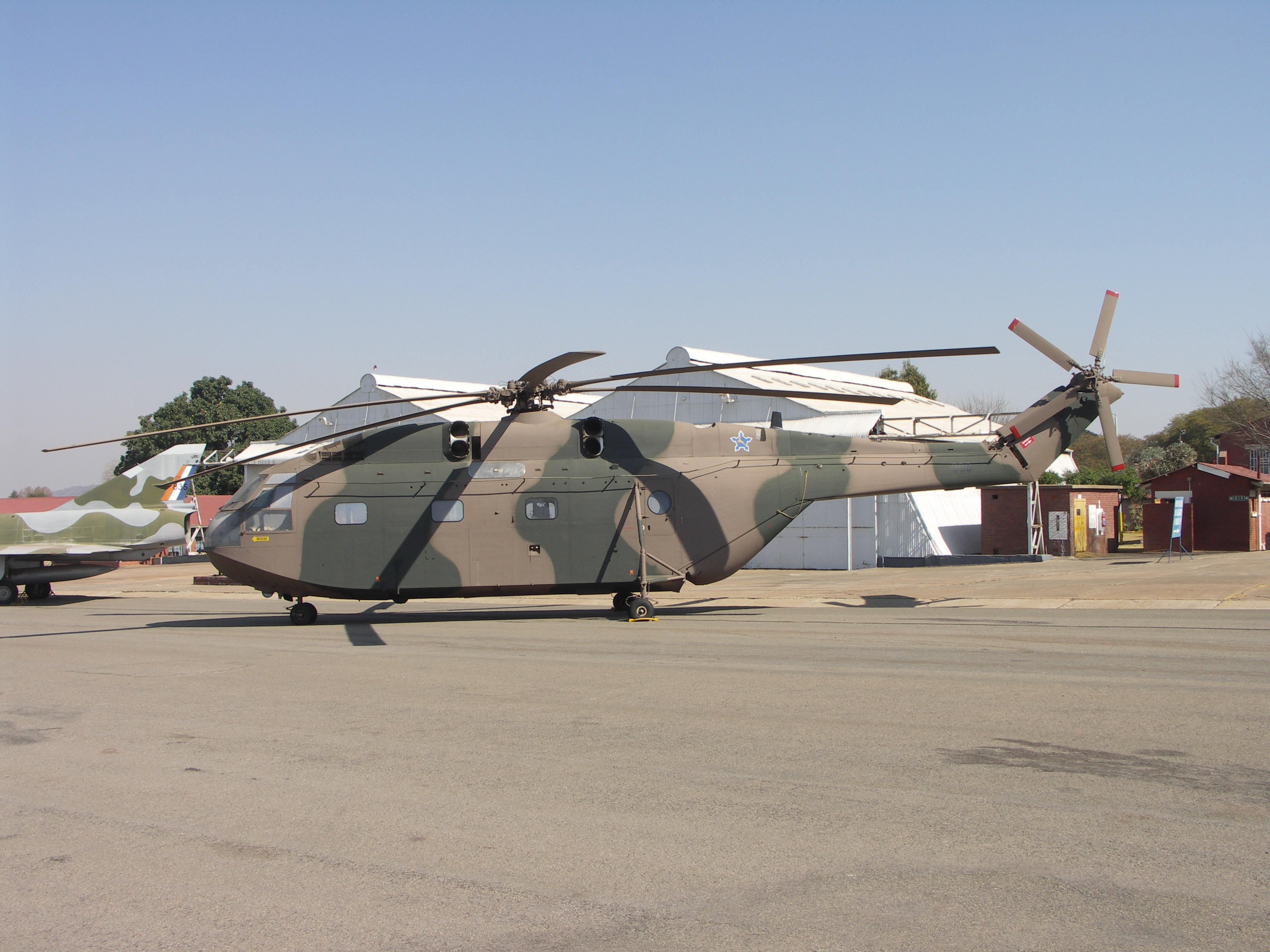
Super Frelon della South African Air Force

L'Aérospatiale SA 321 Super Frelon (in francese il nome indica un grosso tipo di calabrone) è un elicottero trimotore francese pesante prodotto dalla Aérospatiale. L'elicottero è ancora utilizzato in Cina dove viene prodotta una versione locale denominata Z-8.

## Sviluppo
Del Super Frelon sono state prodotte sia varianti civili che militari e queste ultime sono risultate le più numerose, grazie alle acquisizioni da parte delle forze armate francesi e all'esportazione in Israele, Sudafrica, Libia, Cina e Iraq.
L'elicottero nella sua variante militare è stato realizzato in configurazioni da trasporto, antisom e antinave. La versione da trasporto era in grado di imbarcare 38 soldati con l'equipaggiamento o in alternativa 15 barelle per l'uso come eliambulanza.
Le versioni antisommergibile e antinave erano solitamente equipaggiate con un radar di navigazione e di ricerca (ORB-42) e un verricello con 50 metri di cavo per il soccorso in mare. Spesso venivano adattati per il rifornimento in volo ed equipaggiati con un cannone da 20 mm, contromisure elettroniche, sistemi di visione notturna, designatori laser  e il sistema Personal Locator System.

## Utilizzatori

### Militari
Argentina
- 8 elicotteri ricevuti dopo un aggiornamento da Israele[2]

 Cina
- Zhōngguó Rénmín Jiěfàngjūn Kōngjūn

utilizza la variante (Z-8) Jingdezhen della quale sono stati consegnati 41 esemplari, 34 dei quali sono in servizio al maggio 2018.
 Francia
- Armée de l'air
- Aviation navale

 Iraq
 Israele
- Heyl Ha'Avir- 12 elicotteri. 8 in seguito modificati e ceduti all'Argentina

 Libia
- 9 elicotteri

 Sudafrica
- Suid-Afrikaanse Lugmag - 16 elicotteri

 Zaire

### Civili
Grecia
- Olympic Airways

 Norvegia
- BAT